# Salaman (plaats)
Salaman is een bestuurslaag in het regentschap Magelang van de provincie Midden-Java, Indonesië. Salaman telt 4228 inwoners (volkstelling 2010).